# Гольф на літніх Олімпійських іграх 2020
Змагання з гольфу на літніх Олімпійських іграх 2020 відбувалися з 30 липня по 2 серпня серед чоловіків і з 5 по 8 серпня серед жінок. Було розіграно два комплекти нагород. Змагалися 120 спортсменів (по 60 чоловіків і жінок). Змагання відбувалися в Графському Клубі Касумігасекі.

## Графік змагань
| R1 | Раунд 1 | R2 | Раунд 2 | R3 | Раунд 3 | R4 | Раунд 4/Фінал |

| Дисципліна↓/Дата →             | 29 лип | 30 лип | 31 лип | 1 сер | 2 сер | 3 сер | 4 сер | 5 сер | 6 сер | 7 сер |
| ------------------------------ | ------ | ------ | ------ | ----- | ----- | ----- | ----- | ----- | ----- | ----- |
| чоловіки                       | R1     | R2     | R3     | R4    |       |       |       |       |       |       |
| індивідуальна першість (жінки) |        |        |        |       |       |       | R1    | R2    | R3    | R4    |

## Країни, що взяли участь
- Аргентина  (1)
- Австралія  (4)
- Австрія  (3)
- Бельгія  (3)
- Канада  (4)
- Чилі  (2)
- Китай  (4)
- Китайський Тайбей  (3)
- Колумбія  (2)
- Чехія  (2)
- Данія  (4)
- Еквадор  (1)
- Фінляндія  (4)
- Франція  (4)
- Німеччина  (4)
- Велика Британія  (4)
- Гонконг  (1)
- Індія  (4)
- Ірландія  (4)
- Італія  (4)
- Японія  (4)
- Малайзія  (2)
- Мексика  (4)
- Марокко  (1)
- Нідерланди  (1)
- Нова Зеландія  (2)
- Норвегія  (3)
- Парагвай  (1)
- Філіппіни  (3)
- Польща  (1)
- Пуерто-Рико  (2)
- ПАР  (2)
- Південна Корея  (6)
- Словаччина  (1)
- Словенія  (1)
- Іспанія  (4)
- Швеція  (4)
- Швейцарія  (2)
- Таїланд  (4)
- США  (8)
- Венесуела  (1)
- Зімбабве  (1)

## Медалі

### Загальний залік
| Місце              | Країна             | Золото | Срібло | Бронза | Загалом |
| ------------------ | ------------------ | ------ | ------ | ------ | ------- |
| 1                  | США                | 2      | 0      | 0      | 2       |
| 2                  | Словаччина         | 0      | 1      | 0      | 1       |
| 3                  | Китайський Тайбей  | 0      | 0      | 1      | 1       |
| Загалом (3 збірні) | Загалом (3 збірні) | 2      | 1      | 1      | 4       |

### Медалісти
| Дисципліна | Золото               | Срібло               | Бронза           |
| ---------- | -------------------- | -------------------- | ---------------- |
| чоловіки   | Зандер Шоффеле (USA) | Рорі Саббатіні (SVK) | Пан Ченцун (TPE) |
| жінки      | Неллі Корда (USA)    | Моне Інамі (JPN)     | Лідія Ко (NZL)   |

## Місце проведення
| Графський Клуб Касумігасекі |
| --------------------------- |
|                             |
| Поле для гольфу             |